# エルンスト・フォン・ザロモン
エルンスト・フォン・ザロモン（Ernst von Salomon, 1902年9月25日 - 1972年8月9日）は、ドイツの作家、右翼思想家。極右ながら反ナチスの論陣を張り、左翼的右翼、保守アナーキストとも形容され得る特異な右翼思想を展開した。
ヴァルター・ラーテナウ暗殺の関係者の一人。

## 生涯

### 幼年期
警官の子としてキールに生まれる。父親は警護任務遂行のためロシア皇帝から勲章を授与されたこともあり、指紋鑑別法を捜査方式に取り入れたこともあるれっきとした警官だった。男まさりの母親は時折、ザロモンに厳しいスパルタ教育で彼をしごいた。
彼が生まれた町は、バルト海軍鎮守府がおかれ街頭には黒、白、赤の帝国旗が翻り、ドイツ皇帝が自らヨットの競争を競った町である、プロイセン州シュレスヴィヒ・ホルシュタインにおけるキールの軍港だった。
この町で、幼年時代のザロモンは日露戦争の海戦の模様を伝える当時流行った模型軍艦のおもちゃあそびに熱中し、セーラー服に黒、白、赤の腕章を巻いて戦争ごっこをしながら育った。この彼の家庭と育った背景からして、プロイセン主義が彼の骨の髄までこびりついていたのは不思議ではない。
| 「 | 私はプロイセン人だ。私の旗の色は黒と白だ。それは、私の先祖が自由のために死に、照る日も曇る日も自らプロイセン人たることを要求することを示している。 | 」 |

| 「 | たとえ生れがプロイセン人でなかったとしても、選択から私がプロイセン人になっていたであろうことは私にはわかっている。 | 」 |

「保守革命」の思想を抱いた多くの青年たちと同じように、ザロモンもまたギムナジウムでは失敗者だった。
ギムナジウムでは、他の科目は並以上の成績を残したが、苦手なラテン語が災いして、学友の前もかまわず鼻血をだすほど、母親に鉄拳制裁を加えられたことがもとで、父親のすすめるままに彼はやむなくギムナジウムをやめて兄の在学している幼年学校に進路を変える。
教練の方が学課に優先する幼年学校では、嫌悪や恐怖や軽蔑の対象であった詰込み主義の教師達が被害を与えることもなく、ギムナジウムの多感な学生達が味わった学生制度や世間に対する軟派な「世界苦悩」の体験もなかった。
ここで強調されるのは教養ではなく訓練であり、学課ではなく軍務であった。ザロモンはこの学校における模範生であった。
それどころか、カンニングの名人であり、上級生と殴りあったり、後の「コンスル」を思わせる秘密結社のような「道化クラブ(Exzentrik Club)」のメンバーとしてたわいもない稚戯にスリルを味わい、上官の部屋に無断で入ったりする「生意気野郎」として通っていた。しかし、義務と責任を重んずるここでのプロイセン方式が彼の心を魅了する。
一見するとザロモンの行動経歴は激しく、彼は義勇軍の闘士から広島原水爆禁止大会で西ドイツ代表として来日し平和を称えるまで、右から左へ紆余曲折した一生を送った人物である。しかし、このような遍歴にも関わらず彼の体質は一貫していた。ザロモンはアラビアのローレンスに「世界大戦の如何なる戦士にもまして魅了された」アナーキストであり、群れを求めず外敵から自分の生活圏を守る唯一の猛獣である熊をその紋章として愛し、思想的に転向した老年になっても酔って原始ゲルマンの熊踊りを踊り出す 根っからの一匹狼であった。生まれつき早熟で無法者の彼は、自らの告白によると11歳のとき両親に内緒でミサ用のぶどう酒を飲み干し、13歳で生理に関する知識で母親を驚かせ、15歳で喫煙を始め、16歳までに3人の少女と接吻した経歴をもつ生まれ付きの反逆児で、四兄弟共に刑務所のなかで暮らした経験をもっていた。

### 第一次世界大戦
1913年以降、カールスルーエとベルリンのリヒターフェルデの陸軍幼年学校生（カデット）となる。
1914年、オーストリア皇太子夫妻暗殺の日、「召集」の言葉に興奮をおぼえる12歳にまだならぬザロモンは父に激励され、汽車の中で国歌や「ラインの守り」を皆で声が嗄れるまで、蛮声を張りあげて合唱しながら休暇から直ちに帰営、だが年のゆかぬザロモンが召集されるはずもなく、戦場は彼にとって遠い世界のものとなる。戦争の外部に立つ傍観者のイライラした気持がかれを襲う。
「我々を動かした極めて激しい苦痛とは、殆ど閉め出された状態で、攻守両面において協力し得ずに我々の目覚めた力と覚悟をもちながら局外に立たなければならず、戦線をもたぬ予備軍として無に備えられたままに終わっているという苦痛であった。」
SPDの機関誌「前進」の宣伝は彼を嫌悪させた。
| 「 | 我々は目を輝かせ息を殺して読んだ。だが、我々がこの紙切れから得たものは、言語に絶する嘔吐の感情以外の何者でもなかった。 | 」 |

こうして1918年、11月革命の折、幼年学校生はその司令部に見殺しにされ、世の笑い者になりながらもその部署にとどまった。革命が勃発した当時ザロモンは、16歳、ベルリン・リヒターフェルデにおける中央幼年学校の第七中隊、第二学級の上級生だった。
赤い腕章を着けた革命派の人々から暴行を受け、自分が誇らしげにつけていた肩章を剥ぎ取られそうになった経験は、彼の幼心を傷つけ、この革命を起こした人々に対する敵意と憎悪の念を彼に催させる。

### フライコール（義勇軍）

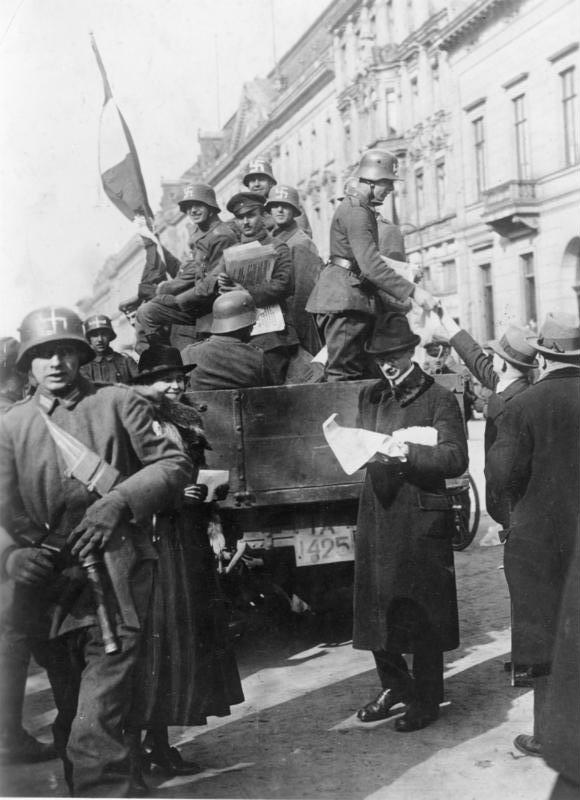
エアハルト旅団

1919年、ザロモンはヘルマン・エアハルト率いる義勇軍、「エアハルト海兵旅団」に入隊する。
幼年学校の生活、世界大戦における傍観者のフラストレーション、革命の折の不愉快な体験からフライコール入隊への道は一直線である。
彼が義勇軍にそのまま身を投ずるに至った直接のきっかけは、出征のときとはうって変わって音楽ひとつ奏でずに、花吹雪もなく、黙々として死のような静けさで隊伍を整えて帰還してくる復員兵士達の異様な光景に心をうたれた時である。
| 「 | 鉄兜の縁で陰った彼らの目は落ち込み、暗く陰気な角ばったくぼみで囲まれていた。土穴と墓地の中から地面の割れ目を伺い見上げるかのように直視したままだった。彼らの身辺には果てしない虚無のようなものが漂っていた。しかし、彼らは周りに魔術の円周、魔圏を引いている観があった。彼らの行進はまさに死の使者に似ていた。 | 」 |

復員兵士たちのこの異様な姿は、彼らが銃後の人たちが想像していたのとは全く違った別世界に属していることを示していた。ザロモンは戦線での戦闘体験をもたなかったにもかかわらず、戦線と銃後は決して一体ではなかったという実感を戦線将兵たちと共有する。
こうして、ザロモンはユンガーが
「市民 対 労働者」
の対立命題をうち立てたように、心の中で
「市民の世界 対 兵士の世界」
という対立命題をうち立てた。
| 「 | 彼ら、まさしく彼らは、労働者や農民や学生では全くなかった。否、彼らは職人やサラリーマンや商人や官吏ではなかった。彼らはまさしく兵士だったのだ。 | 」 |

彼らは呼びかけ、血や精神の密かな呼びかけに応じた人々、志願兵であり、いずれにせよ厳しい共同生活を体験し、事物を体験した人々、戦争のなかに故郷を見いだした人々であった。
戦争は彼らを決して放免しないであろう。
決して彼らは国に戻り得ないであろう。
決して彼らは完全に我々に属するということはないであろう。
彼らは常に戦線を血のなかに荷うであろう。
戦争は終わった、戦士は相変わらず行進を続ける。
こうして世界大戦の局外者は義勇軍の呼び掛けに応じ、そこに初めて決断と実践の場を見出すことになる。彼を義勇軍入隊に導いた誘因は、後年彼が懐古しているように、当時の若かりし頃の愛国的情熱とロマンティックなインディアンごっこに非常に似通った兵隊生活への憧れに加うるに、このような脱市民的生活感情であった。

### バルトは燃える
1919年、義勇軍はベルリンでの暴動鎮圧後、ワイマールで開かれた国民議会を極左の攻撃から護衛するために出動。しかし、ザロモンの心の中ではローザ・ルクセンブルクやカール・リープクネヒトら極左虐殺の血生臭いベルリン市街戦の炎が燃えていた。
ベルリンからの転進は敵前逃亡のように思われた。政府の傭兵と言えども、義勇軍の心情は決して政府に忠誠を誓っていたわけではない。その心情において市民規範の世界から逸脱していた彼らにとっては、ワイマールにおける国民議会での議論など、全く無意味な別世界の事柄に過ぎなかった。
彼らが心から忠誠を誓うドイツは、ベルリンにもワイマールにも存在しなかった。それは戦線にあった。だが、戦線は崩壊してしまって今はない。かつてはそれは故郷にあった。だが、故郷は、祖国を裏切った。こうして義勇軍の将兵は、戦塵いまだ冷めやらぬ辺境の地に目を向ける。
辺境は燃えていた。燃える辺境が無法者たちの心をひきつける。
| 「 | ドイツは辺境にあった! | 」 |

こうして、1919年4月1日、ザロモンを含む28人はカイ(Kay)少尉を先頭に失われた心のドイツを求め勝手にワイマールの任務を捨ててバルトに向かう。
バルトへの義勇軍の出撃は赤軍と戦うラトビア共和国首相ウルマニスの要請によるものだった。
2月1日にはこの要請に応えて義勇軍の司令官ゴルツ伯が既にリバウに着任していた。
しかし、世界革命の大義名分の使命感に燃えて武器をとるボルシェヴィキ達とは違って祖国への帰属感情を失った無法者にすぎない義勇軍にはなんの大義名分もない。国民の誰一人としてこの出撃を委託したものはなく、祖国を表示する如何なるシンボルも義勇軍にはなかった。
こうしてザロモンは、占領したバルトの土を感無量で握りしめる。

### 戦闘の美学
バルトの土地で赤軍と戦ったとはいえ、義勇軍はボルシェヴィストに憎悪や敵愾心をもっていたわけではない。
彼らは憎悪するどころか、時にはボルシェヴィストに共感すら覚えた。彼らを共産主義者と区別するものは後者のインターナショナリズムだった。しかし、彼らは、墓穴が復活の前提であるという見方においては共産主義者と一致していた。
左翼的右翼人として、ザロモンもしばしば共産主義者に賛辞を送るのにやぶさかではない。
| 「 | 共産主義者の態度は魅力的だった。彼らの周辺には地下納骨堂の雰囲気があった。 | 」 |

こうして後にザロモンは、対フランス軍レジスタンス運動の折にオットーと名のる共産主義者の突撃隊の隊長と親しくなったり、刑務所で「インターナショナル」を声高々に歌う共産主義者に対して、看守が飛んでくるまで「エアハルト旅団の歌」を負けじと大声で歌って張り合いながら不思議に心が通いあうものを感じたり、また、1933年2月27日の国会炎上のさいには、共産主義者に罪を被せたナチスの卑劣なやり方に憤慨して共産主義者達のたまり場に行き、彼らへの協力を申し出て、自分の電話と住所を教える行動さえとるザロモンであった。
敵に対する憎悪を知らぬ戦闘そのものの美学に酔う義勇軍の闘争は、闘争の意味を問わぬ闘争、ユンガーにみられた行動の意味を問わぬ「決断主義」からくるものである。

### 「裏切られた」義勇軍

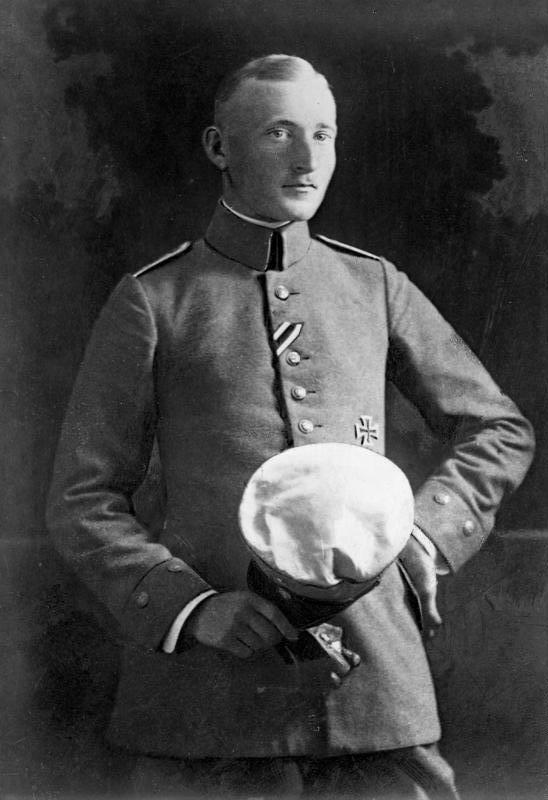
アルベルト・レオ・シュラーゲター後に義勇軍からナチスの突撃隊員になりルールでの対仏レジスタンス闘争を展開

1919年6月28日におけるヴェルサイユ条約の調印は、義勇軍の荒廃した無法者の心情を一層掻き立て、彼らの反政府、反西欧の気持ちを固めさせる。
政府に見捨てられたという言い知れぬ感情と裏切られた気持ちが辺境の地にある彼らを襲う。
ザロモンの描写によれば、条約調印の報がもたらされた瞬間、座はしらけて静まりかえり、戦友だったシュラーゲターが「やっぱりドイツは調印したか」と呟きながら席を立ってドアを閉めたとき、地響きのような音がしたという。
シュラーゲターは、後に1923年、フランス軍がルールを占領したとき、対フランス軍・レジスタンスの闘争で、スウェーデン王后の助命嘆願の努力もむなしくフランス軍に処刑され、共産主義者のカール・ラデックが追悼演説のなかでその死を慎んだ男である。
政府に見捨てられて毒食わば皿までもの捨てばちの気持ちに駈られた彼らは、馬や武器弾薬を政府に引き渡すことを拒んでこれを隠匿し、帰還命令を無視して今度はロシア人のもとで、ロシア白軍の軍帽を被ってイギリス軍やラトビア軍との展望のない戦闘をつづける。

### カップ暴動

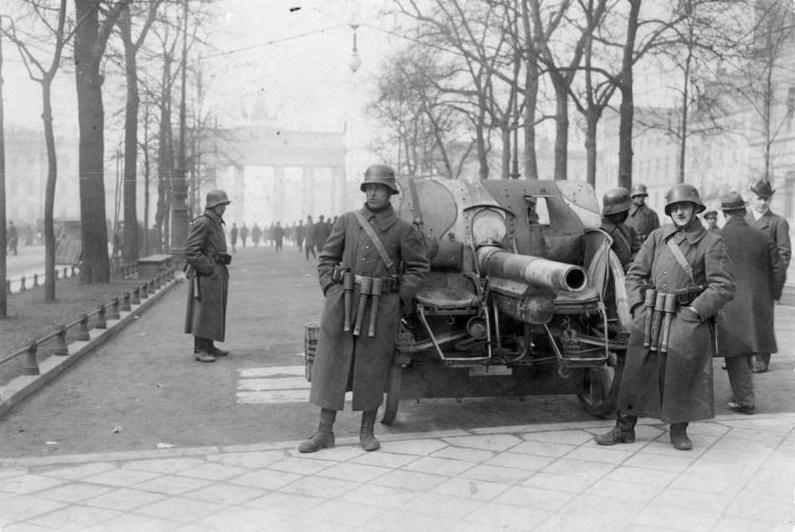
カップ暴動

展望のない戦いに見切りをつけ、政府に対する「背後短剣」に似た感情を心に抱きながら再び祖国の土を踏んだ彼らが1920年3月13日におけるカップ一揆にそのまま参加したのは当然の成り行きである。
3月17日、一揆が失敗に終りザロモンはかろうじて民衆のリンチを脱して工兵隊の兵舎に逃げ込み、この挫折はザロモンに反省の機会を与えることとなる。
「カップ暴動は反動ではなかったか?　我々の運動は国民から浮いてはいなかったか?　民衆をも含めたもっと幅広いナショナルな革命を目指すべきではなかったか?　バリケードから革命を始めるのは間違いではなかったか?　精神の蜂起から革命を始めるべきではなかったか?」
等の総括のすえ、精神的な革命を志向したザロモンは昔の活動仲間達から別れ、読書と思索の世界にしばしば沈潜してゆく。運命の皮肉というべきか、この時彼が手にした愛読書のひとつがラーテナウの著作だった。
一揆の失敗後、ザロモンは半ばインチキの両替屋や駅の店員などで食いつなぎ、保険会社で働く平穏な市民生活を営みながら裏で、右翼諸団体の集会に顔を出し、共産主義者達と乱闘したり、また時には、彼らとスクラムを組んでSPDやUSPDの集会に殴り込みをかけたり、フランス軍の監視所を爆破して捕らわれている仲間を解放したりして、レジスタンス活動を続けて行く。エアハルト旅団以外の他のフライコールも同じような状態にあり、部隊の中枢は地下に潜り、非合法の武装組織へと変貌していく。オーバーシュレジェン地方の「アンナベルクの丘の戦い」の後、エアハルト旅団もまた「コンスル（執政官）組織」と呼ばれる非合法の地下組織となる。

## オーバーシュレージェンへ
1921年5月3日、オーバーシュレージェンの土地を奪取せんとしてポーランドのナショナリスト、コルファンティが引き起こした暴動は、ザロモンに再び公然と武器を握らせることになった。
5月4日の新聞でポーランド人蜂起の記事を読んだ彼は、ドイツ人の土地をポーランド人から守らなければならぬという使命感に駈られ、立ち上がるのは今だとばかりに勤務先の保険会社の仕事を放り出し、リュックサックを背負ってオーバーシュレージェン行きの汽車に乗り込む。
ドイツ領内でのポーランド人蜂起は義勇軍結成以来、初めて彼らに決起の大義名分を与えた。
| 「 | オーバーシュレージェンへ! | 」 |

というのは当時のドイツの若者たちの合言葉だった。
ドレスデンの駅では、森林学校の生徒たちがオーバーシュレージェンの森の木を切り倒すためのノコギリを入れた洗濯かごをもち、緑色の制服にハンティング帽姿で、教師に引率されて汽車に乗り込む。

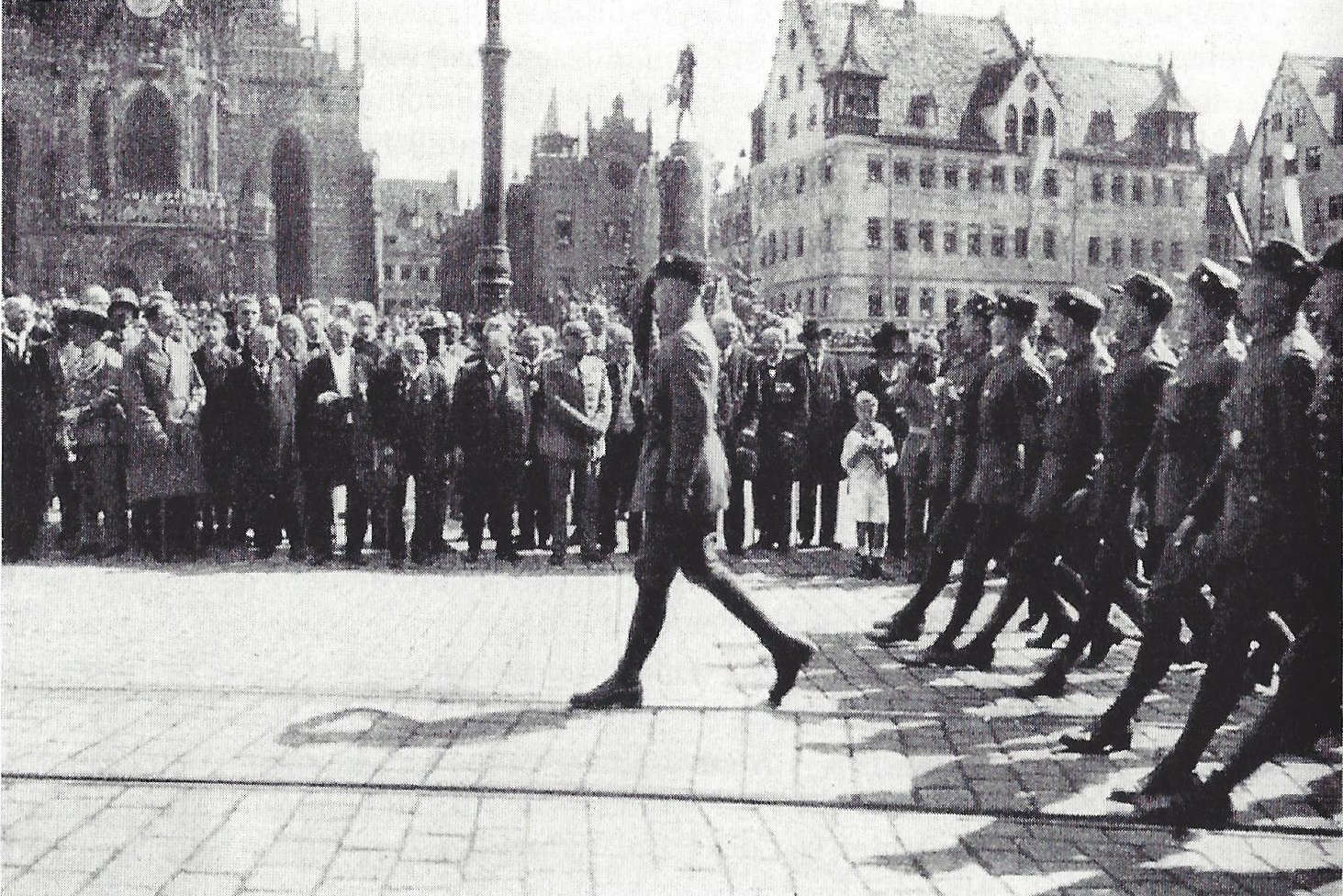
オーバーラント義勇軍

ライプツィヒ駅からは、バイエルンの方言を喋る「オーバーラント団」の連中が乗り込んでくる。

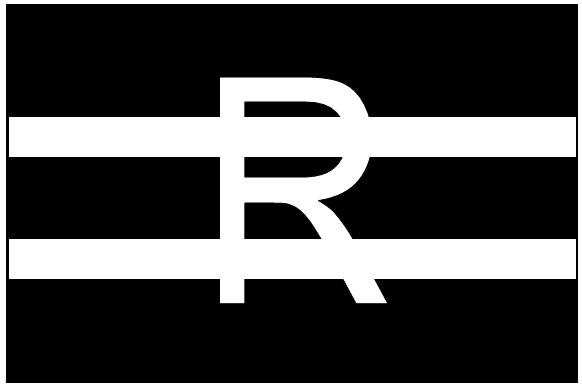
ロスバッハ義勇軍旗

その他、かつてのバルトの義勇軍の連中、カップ暴動の連中、「青年ドイツ騎士団」や「鉄兜団」、「ロスバッハ義勇軍」の連中、学生、兵士、労働者、商人等が、駅員のいぶかる視線を尻目に思い思いの出で立ちでオーバーシュレージェン目指して続々と汽車に乗り込む。

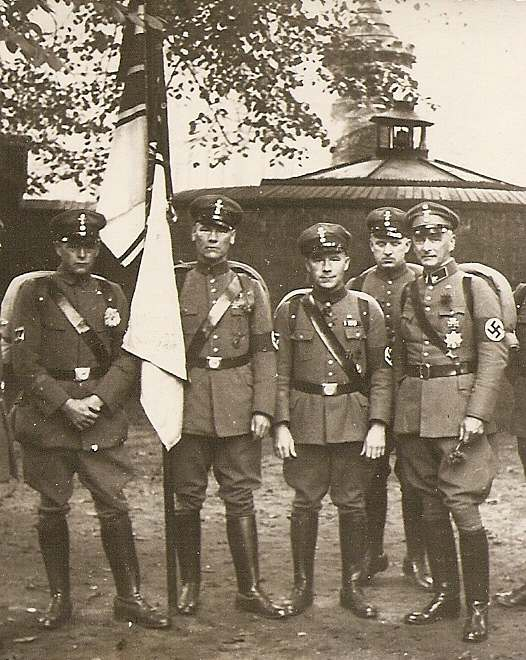
鉄兜団

共和国軍の武器庫に忍び込んで武器を盗んだシュラーゲターともザロモンは同じ車中に乗り合わせた。
オーバーシュレージェンの辺境で彼らは、国では見いだせなかった解放感を味わった。バルトの義勇軍が統制を欠いていたように、オーバーシュレージェンでの彼らもまたバラバラだった。
学生中隊は、マールブルク大学、フランクフルト大学、ハイデルベルク大学、ボン大学、ゲッティンゲン大学等の仲間内に分かれ、さらにそれがまた法学部、医学部、経済学部等に分かれるといった有り様で、これらアナーキストの学生達の前では世界大戦中、ケメルベルゲの戦闘で勇名をはせた将軍達も笑い飛ばされる対象だった、とザロモンは彼らの無秩序ぶりを記している。

### コンスルとラーテナウ暗殺
オーバーシュレージェンでの闘いの勝利を目の前にして、またしてもザロモン達は「背後短剣」に似た感情を味わうことになった。西欧の要求に屈服したドイツ政府がオーデル湖畔に展開していた彼らを抑留しフランス軍が行動を停止した彼らを尻目に勝手に町を占領し、町はそのままフランス軍からポーランド人に明け渡されてしまったからである。
こうして、政府に対する憎しみの感情を一層募らせたザロモン達は
「裏切り者にはフェーメ (Feme)(中世の秘密裁判)を！」
の合言葉に呪縛されてゆく。
ザロモンはその後、旧エアハルト旅団のメンバー達によって構成された「コンスル」と関わりをもち、再び地下活動に入る。ザロモンの証言によれば、コンスルは組織だったものではなく旅団の旧将兵からなる曖昧な集団で彼らはエアハルトを個人的に頼り、ミュンヘンにあるエアハルト指令部から下される命令を実行した。しかし、実際の命令と彼らの行動の間にしばしば混乱が生まれるという極めて危険な雰囲気がコンスルのなかにはあった。
コンスルが実行した外相ヴァルター・ラーテナウの暗殺に19歳のザロモンは関係した。実行部隊のリーダー格のエルヴィン・ケルンは24歳、もう一人のハルトムート・プラースは21歳だった。見張り役だったザロモンはこの件で5年の禁錮刑となる。この時の体験をもとに描いた『追放された者たち』 (Die Geächteten) がザロモンの作家としての第一歩となる。

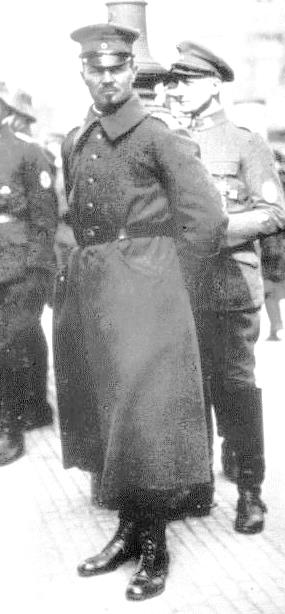
ヘルマン・エアハルト

ヴェルサイユ条約の履行政策を進めるラーテナウは右翼のみならず殆ど全国民の憎悪の的とされていた。ザロモンの証言によるとエアハルトはこの計画に関知しておらず。暗殺直後、警察の追求の目を逃れてザロモンが、海軍髭を剃り落とし麦わら帽子に市民服姿のエアハルトをこっそり訪れて一件を報告したとき、当時合法路線に転向し、バイエルンでの様々の右翼団体と組んでバイエルンの「自警団」化に奔走していたエアハルトは、自分の努力に水をさすようなラーテナウ暗殺のこの暴挙に激怒し、ザロモンに向って「帝国海軍だったら、私はたちどころに三回貴様を縛って船底を潜らせる海軍刑(Kielholen)に処するところだ！」と怒鳴った。
こうして共犯として逮捕された彼は、仲間たちのレジスタンスの模様も、1923年11月のミュンヘン一揆も、1925年のヒンデンブルク大統領の就任も、多年に渡る刑務所の中で耳にする。
1927年、ワイマール共和国は既に安定期に入り、ザロモンも今や闘争の時代が終わったものと実感していたが、1929年には、シュレスヴィヒ・ホルシュタインの農民一揆(Landvolkbewegung (Schleswig-Holstein)に兄(Bruno von Salomon)と共に参加し、再び拘禁、釈放された。

### ナチスとの距離
過去のアクティビズムと手を切って文筆の市民生活に入った後もザロモンのアナーキズムは変わらず、コンスルは「真の第三帝国」の立場からナチスを「ドイツ民族の敵」と批判し、その影響からザロモンもまたヒトラーには同意できず、ナチス政権下ではウーファのシナリオ作家となり、ドイツの敗戦を迎える。ナチスには同意しなかったが、極右の経歴から敗戦から翌年までアメリカ軍に逮捕され、拘束された。

### 戦後
敗戦後、ドイツ国民はナチスとの関係を明らかにすることを連合国軍当局から求められたが、それを皮肉りながら回答する形式でザロモンは『身上調書』 (Der Fragebogen) と題した自伝的作品を1951年に発表。この作品は戦後ドイツ最初のベストセラーとなり、現在でも版を重ねている。
戦後もシナリオ作家としての活動を続けており、ハンス・ヘルムート・キルスト原作のドイツ陸軍の砲兵の戦前、戦線、敗戦を描いたパウル・マイ監督の映画『08/15』三部作の脚本を担当している。ザロモンは、原爆禁止関係の活動で、一度来日し、広島市を訪れている。

## 保守のアナーキスト
ザロモンは方法においては革命的、本質においては保守的たらねばならない国家観を1918年の敗戦後の国民運動の唯一の目標としてきた保守革命の道を歩んだ保守主義のアナーキストである。
一方においてプロイセンの志操に共鳴するプロイセン主義者であると同時に革命によって市民社会をぶっ飛ばそうとする反ブルジョア的アナーキストであった。
彼はブルジョア的性格を持ったワイマール共和国にも個の自由な活動を圧殺する全体主義国家ナチにも賛同することはなくゲッティンゲン大学で彼が講演した際、学生たちが当時ナチにもちあげられていたカール・シュミットの全体主義国家論を否定するのを聞いて、ザロモンは
「ハレルヤ！我が心のなかの歓喜につぐ歓喜！
やはりそうだったか！青年の精神、地球の征服、天空への突進、革命、アナーキー！」
と、我が意を得たりと心の中で思わず快哉を叫んだ。

## 語録
| 「 | 君たちの心のなかにも怒りがにえたぎらぬか!? 君たちの心もまた熱く気高い血潮に燃えないか!? 我々が若くて強健なのはなんのためだ!義勇軍に出頭せよ!君たちが偉丈夫であることを示せ! | 」 |

| 「 | このごにおよんで、学校が、試験が、勉強がなんの役に立つ?敵と接戦しよう!白兵戦を展開しよう! | 」 |

| 「 | 意味、意味だって?冒険のなかにこそ意味があるのだ!無鉄砲なものへの行進が我々にとっては文句なく意味だった。 | 」 |

| 「 | 私は、私の生まれと教育からいって、今日でもやはり私欲を持たず、所有と支配に拘束されず、戦士や官吏としての奉仕のなかにその名誉を求めて見出だすような身分を信奉していることを告白する。 この名誉は、本質的には、またサムライ（武士）身分の本質の中にもみられるような一定の徳性の発揮に根差しているものなのである。(1962年、訪日した際に) | 」 |